# Peter Mair
Peter Mair (3 de março de 1951 – 15 de agosto de 2011 ) foi um cientista político irlandês. Foi professor de Política Comparada no Instituto Universitário Europeu de Florença .

## Carreira
Peter Mair nasceu em Rosses Point, Condado de Sligo, Irlanda, e estudou história e política na University College Dublin . Ele continuou a trabalhar como professor assistente na Universidade de Limerick, Strathclyde, Manchester e no Instituto Universitário Europeu de Florença durante a década de 1980. Em 1987, na Universidade de Leiden, ele obteve um doutorado, que, assim como "O sistema partidário irlandês em mudança", tornou-se um trabalho padrão sobre o sistema partidário irlandês . Em 1990, foi coautor do livro "Identity, Competition and Electoral Availability" com Stefano Bartolini . Recebeu o Prêmio Stein Rokkan ISSC / Unesco de Pesquisa em Ciências Sociais Comparadas . Ele continuou a trabalhar na Universidade de Leiden tornando-se professor de política comparada em 1994, quando fez um discurso inaugural intitulado "Democracias partidárias e suas dificuldades". Em 2001 tornou-se co-editor da revista West European Politics . Em 2005 regressou ao Instituto Universitário Europeu para investir tempo na sua investigação sobre democracia, indiferença e partidos populistas .
Especializou-se em política comparada e especificamente no estudo de partidos e sistemas partidários .
Mair morreu repentinamente durante um feriado que passava com sua família em Connemara.

## Publicações

### Livros (em inglês)
- Mair, Pedro; Bartolini, Stefano (1990). Identity, Competition, and Electoral Availability: the stabilisation of European electorates 1885–1985, Cambridge University Press, Cambridge.
- Mair, Pedro (1997). Party System Change: approaches and interpretations, Oxford University Press, Oxford.
- Mair, Pedro; Zielonka, janeiro (2002). The Enlarged European Union: Diversity and Adaptation, Frank Cass, London.
- Mair, Pedro (2004). PPolitical Parties and Electoral Change: Party Responses to Electoral Markets, Müller WC, Plasser F (eds.), Sage, London.
- Mair, Pedro; Gallagher, Michael; Laver, Michael (2005). Representative Government in Modern Europe: Institutions, Parties, and Governments, McGraw-Hill, New York, 4th edition.
- Mair, Pedro; Kopecky, Petr; Spirova, Maria (2012). Party Patronage and Party Government in European Democracies, Oxford University Press, Oxford.
- Mair, Pedro (2013). RulingThe Void: The Hollowing Of Western Democracy, Verso Books, Nova York e Londres.

### artigos
- Laver, Michael; Mair, Peter (1999). «Party Policy and cabinet portfolios in the Netherlands 1998: Results from an expert survey». Acta Politica. 34: 49–64
- Mair, Peter (2007). «Political Opposition and the European Union». Government and Opposition. 42 (1): 1–17. doi:10.1111/j.1477-7053.2007.00209.x
- Mair, Peter; van Biezen, Ingrid; Poguntke, Thomas (janeiro de 2012). «Going, going, ... gone? The decline of party membership in contemporary Europe». European Journal of Political Research. 51 (1): 24–56. doi:10.1111/j.1475-6765.2011.01995.x